# Dubouzetia guillauminii
Dubouzetia guillauminii är en tvåhjärtbladig växtart som beskrevs av Virot. Dubouzetia guillauminii ingår i släktet Dubouzetia och familjen Elaeocarpaceae. Inga underarter finns listade i Catalogue of Life.